# Jacopo Florentino
Jacopo Torni, llamado Florentino o L'Indaco (Florencia, 1476-Villena, 1526), fue un pintor, escultor y arquitecto italiano del Renacimiento.

## Biografía
Desarrolló su obra principalmente en España; algunas de ellas son el primer cuerpo de la torre de la Catedral de Murcia, el Palacio Municipal de Villena o la pila bautismal que realizó en la iglesia arciprestal de Santiago de la misma ciudad, en la que murió en 1526.

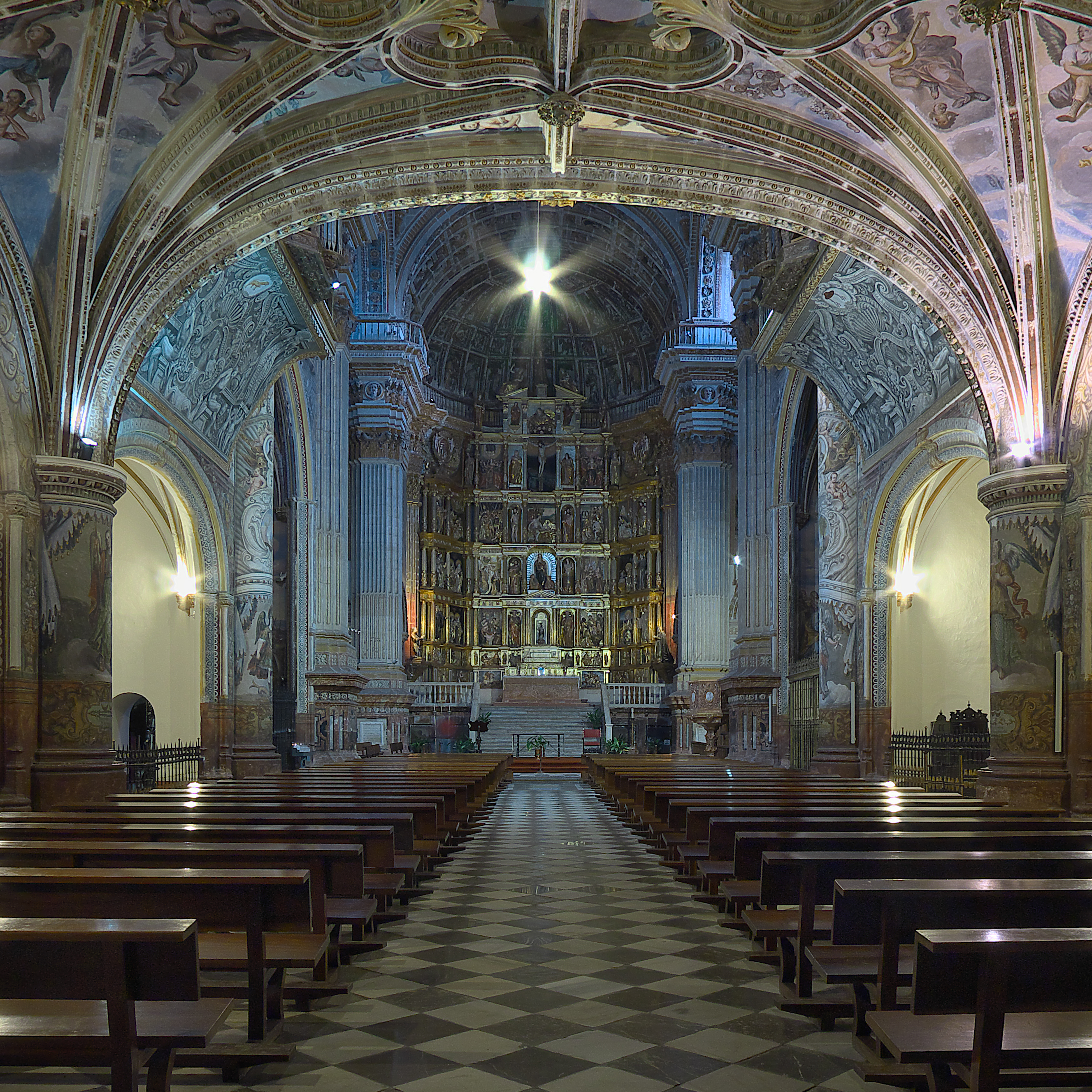
Monasterio de San Jerónimo (Granada).

Anteriormente había trabajado en la ciudad de Granada. Para la Orden de Hermanos Agustinos de esta ciudad talló una imagen de Cristo en 1520, conocida como Santo Cristo de San Agustín, de hondo patetismo. En la misma ciudad realizó otro Cristo que se conserva en la iglesia del convento de la Concepción, en el barrio del Albaicín, así como un tercer crucificado para el monasterio de la Encarnación en la misma capital granadina. Anecdóticamente, los tres crucificados que se conservan en la ciudad de la Alhambra están custodiados por la rama femenina de la orden franciscana. También se le atribuyen trabajos en el castillo de Vélez-Blanco.
Para la catedral de la Encarnación de Almería se conserva un crucificado atribuible a este artista, presidiendo el retablo mayor de la catedral y fechable en torno a 1520, procedente de la antigua catedral-mezquita. En la catedral de Murcia se conserva otro crucificado atribuible a él, llamado de la misericordia.
Jacopo Florentino se casó con Juana de Velasco, hija del escultor López de Velasco, y trabajó conjuntamente con su suegro en la catedral de Granada, concretamente en el retablo de la Santa Cruz de la Capilla Real. En Granada concibe también un grupo escultórico, El entierro de Cristo, para el convento de San Jerónimo, conservado en el Museo de Bellas Artes de Granada. Para el convento de los Jerónimos, es posible que realizara también un Descendimiento de Cristo, perteneciente a la comunidad religiosa y procesionado el Viernes Santo por una corporación de Semana Santa. Magnífico el Retablo del Corpus Cristi, de la iglesia de la Magdalena, en Jaén, que también se le atribuye.